# Споднепосавски регион
Споднепосавски регион или Долносавски регион (на словенски: Spodnjeposavska regija; на английски: The Lower Sava) е област (регион) в източна Словения.
В състава ѝ влизат 6 общини на обща площ от 885 квадратни километра. Населението на областта към 2004 година е 69 826 жители. Най-голям град в региона е Кръшко.

## Описание
Долносавският регион е една от дванадесетте административно-статистически области в Словения, създадени като ново административно деление на страната през 2007 година.
Разположен е в югоизточната част на страната по границата с Хърватска. През територията му преминава един от най-важните европейски транспортни коридори по направлението изток – запад, магистралната отсечка между столиците Любляна и Загреб.
В областта, близо до град Кръшко, се намира единствената атомна електрическа централа в Словения.

## Общини
| Община               | (на словенски)       | Площ (km2) | Население | Гъстота (жители/km2) |
| -------------------- | -------------------- | ---------- | --------- | -------------------- |
| Брежице              | Brežice              | 268.10     | 24 483    | 91.3                 |
| Костаневица на Кърка | Kostanjevica na Krki |            |           |                      |
| Кръшко               | Krško                | 344.9      | 27 586    | 80                   |
| Севница              | Sevnica              | 272.20     | 17 726    | 65.1                 |
| Радече               | Radeče               | 52.00      | 4617      | 88.80                |
| Бистрица в Сотли     | Bistrica ob Sotli    | 31.10      | 1460      | 46.90                |

## Демография
Разпределение на жителите по религиозна принадлежност според преброяването от 2002 година:
- 1. Християни католици (66,6%)
- 2. Атеисти (6,3%)
- 3. Мюсюлмани (1,0%)
- 4. Християни православни (0,7%)
- 5. Християни евангелисти (0,1%)
- 6. други (3,0%)
- Запазена в тайна религия (22,3%)